# Nina Reiter
Nina Reiter (* 1991 in Graz) ist eine österreichische Jazzmusikerin (Gesang, Komposition).

## Leben und Wirken
Reiter entwickelte bereits als Kind ein Interesse für Musik. Schon im Alter von 13 Jahren erhielt sie erste Jazz-Gesangsstunden und trat als  Teil des Vocal-Ensembles Peppermint österreichweit auf. 2007 trat sie beim Marianne Mendt Jazzfestival in St. Pölten auf. Mit 18 Jahren zog sie nach Wien, wo sie bis 2013 Jazzgesang bei Ines Reiger an der Musik und Kunst Privatuniversität der Stadt Wien studierte. Nach dem mit Auszeichnung bestandenen Bachelor wechselte sie in die Schweiz, wo sie an der Hochschule für Musik Luzern die Masterstudiengänge Performance, Jazz und Gesang (2015) sowie Pädagogik, Jazz und Gesang (2017) mit Auszeichnung absolvierte.
2016 erschien bei Unit Records ihr Debüt-Album Night, Sleep, Death and the Stars, das neben Eigenkompositionen und Gedichtvertonungen auch Interpretationen bekannter Jazzstandards enthält. Gemeinsam mit Peter Primus Frosch, Stephan Plecher und Marc Mezgolits gründete sie im selben Jahr das Quartett Phraim, das 2019 bei QFTF Records mit /fɹeɪm/ ein erstes Album vorlegte. Verstärkt um die Bläser Martin Gasser und Richard Köster tritt diese Band auch als Lady Nine Plus Five auf. Zwei weitere Alben im Quartett Phraim folgten mit der neuen Pianistin Viola Hammer (Tides 2020 und Hysteria 2022).
Mit dem Ensemble MetaLogue legte sie 2024 das Album Evolving: The Music of Mani Planzer vor.